# 法耶
法耶（法語：Fayet，法語發音：[fajɛ]）是法国上法蘭西大區埃纳省的一个市镇，属于圣康坦区。该市镇2009年时的人口为654人。

## 人口
法耶人口变化图示
| 数据来源：INSEE |